# Fessia purpurea
Fessia purpurea är en sparrisväxtart som först beskrevs av William Griffiths, och fick sitt nu gällande namn av Franz Speta. Fessia purpurea ingår i släktet Fessia och familjen sparrisväxter. Inga underarter finns listade i Catalogue of Life.